# Список особо охраняемых природных территорий Мордовии
Это список особо охраняемых природных территорий Республики Мордовия, упорядоченный по районам.

## Ардатовский район
| № | Наименование                                     | Статус                                                | Дата присвоения | Местоположение                                                                       | Примечания                                                                                                  |
| - | ------------------------------------------------ | ----------------------------------------------------- | --------------- | ------------------------------------------------------------------------------------ | --- |
| 1 | Ардатовский комплексный государственный заказник | Государственный заказник регионального значения       | 1967 г.         | Центральная часть района в 10 км к северо-западу от города Ардатов                   | |
| 2 | Дубовая роща                                     | Ботанический памятник природы регионального значения  | 06.10.1983 г.   | В 6 км юго-восточнее посёлка Тургенево, возле железнодорожной станции «Светотехника» | Остепнённая дубовая роща — участок перехода из зоны смешанных лесов к лесостепи.                            |
| 3 | Урочище — Шмелев пруд                            | Комплексный памятник природы регионального значения   | 06.10.1983 г.   | в 4 км к юго-западу от посёлка Октябрьский                                           | Пруд с примыкающим к нему лесным массивом.                                                                  |
| 4 | Участок леса                                     | Зоологический памятник природы регионального значения | 06.10.1983 г.   | В 4 км к востоку от посёлка Октябрьский.                                             | Богатый комплекс лесной растительности.                                                                     |
| 5 | Озеро «Широкое»                                  | Водный памятник природы регионального значения        | 06.10.1983 г.   | На левом берегу реки Алатырь в 2 км северо-восточнее села Спасские Мурзы             | Место произрастания занесённого в Красную книгу Мордовии растения чилим и некоторых других редких растений. |
| 6 | Торфяное болото                                  | Комплексный памятник природы регионального значения   | 06.10.1983 г.   | В 3,5 км к северу от села Сосновое                                                   | Место обитания лосей, различных водоплавающих и околоводных птиц.                                           |
| 7 | Роща с лиственницами                             | Ботанический памятник природы регионального значения  | 25.01.1994 г.   | г. Ардатов, ул. Горького, на территории частного дома № 4                            | По словам местных жителей, посажена более 100 лет назад                                                     |
| 8 | Торфяное болото «Оброчная статья № 4»            | Комплексный памятник природы регионального значения   | 06.10.1983 г.   | На левом берегу р. Алатырь, в 2 км к северу от посёлка Тургенево                     | |
| 9 | Торфяное болото «Оброчная статья № 5»            | Комплексный памятник природы регионального значения   | 06.10.1983 г.   | на левом берегу реки Алатырь, в 2 км к северу от посёлка Тургенево                   | |

## Атюрьевский район
| № | Наименование                                            | Статус                                          | Дата присвоения | Местоположение                                             | Примечания |
| - | ------------------------------------------------------- | ----------------------------------------------- | --------------- | ---------------------------------------------------------- | ---------- |
| 1 | Государственный комплексный охотничий заказник «Лесной» | Государственный заказник регионального значения | 1971 г.         | Северо-западная часть района, в 12 км к западу от Атюрьево |            |

## Большеберезниковский район
| № | Наименование                       | Статус                                               | Дата присвоения | Местоположение | Примечания |
| - | ---------------------------------- | ---------------------------------------------------- | --------------- | --- | --- |
| 1 | Известняковый склон                | Ботанический памятник природы регионального значения | 25.01.1994 г.   | Между деревней Дегилёвка и селом Гарт, на левом берегу реки Пиксаур                                                                    | |
| 2 | Озеро «Инерка»                     | Водный памятник природы регионального значения       | 30.10.1974 г.   | В долине реки Сура в 12 км к юго-западу от районного центра Большие Березники                                                          | Самое большое озеро Мордовии. |
| 3 | Сабаевское болото                  | Водный памятник природы регионального значения       | 06.10.1983 г.   | На территории Березниковского участкового лесничества ГУ «Березниковское территориальное лесничество», кварталы 202, 204, 205          | Торфяное болото, место обитания водоплавающих птиц. Встречаются некоторые виды животных и растений, занесённые в Красную книгу Мордовии. |
| 4 | Торфяное болото «Без названия № 1» | Комплексный памятник природы регионального значения  | 06.10.1983 г.   | На территории Березниковского участкового лесничества ГУ «Березниковское территориальне лесничество», квартал 53, в устье реки Удлейка | |
| 5 | Торфяное болото «У кордона»        | Комплексный памятник природы регионального значения  | 06.10.1983 г.   | кварталы 140, 141, 142, 149, 150, 151, 152 Березниковского участкового лесничества ГУ «Березниковское территориальное лесничество»     | |
| 6 | Участок ковыльной степи            | Ботанический памятник природы регионального значения | 25.01.1994 г.   | Около посёлка Вейсэ | Большое видовое разнообразие растений.                                                                                                   |

## Большеигнатовский район
| № | Наименование                | Статус                                              | Дата присвоения | Местоположение                                                                            | Примечания                                             |
| - | --------------------------- | --------------------------------------------------- | --------------- | ----------------------------------------------------------------------------------------- | ------------------------------------------------------ |
| 1 | Торфяное болото «Прогонное» | Комплексный памятник природы регионального значения | 06.10.1983 г.   | На левом берегу реки Алатырь, примыкает с запада и северо-запада к посёлку Новая Сосновка | Место обитания лосей, кабанов, околоводных видов птиц. |
| 2 | Родник «Память»             | Водный памятник природы регионального значения      | 25.01.1994 г.   | Возле кладбища у села Большое Игнатово                                                    |                                                        |

## Дубёнский район
| № | Наименование                     | Статус                                                | Дата присвоения | Местоположение                                                                                                 | Примечания                                                                                    |
| - | -------------------------------- | ----------------------------------------------------- | --------------- | --- | --------------------------------------------------------------------------------------------- |
| 1 | «Раужо озеро»                    | Водный памятник природы регионального значения        | 03.10.1986 г.   | Квартал 8 Дубёнского участкового лесничества ГУ «Березниковское территориальное лесничество»                   |                                                                                               |
| 2 | Торфяное болото без названия № 6 | Комплексный памятник природы регионального значения   | 06.10.1983 г.   | На левом берегу реки Сура в кварталах 85, 120 и 121 Николаевского участкового лесничества                      | Отмечались на гнездовании серая цапля и серый журавль.                                        |
| 3 | Торфяное болото «Светлое»        | Комплексный памятник природы регионального значения   | 06.10.1983 г.   | Расположено на левом берегу реки Сура на территории нескольких кварталов Николаевского участкового лесничества | Местное название – «Горелое болото», так как оно образовалось на месте выгоревшего торфяника. |
| 4 | Урочище «Од Мода»                | Ботанический памятник природы регионального значения  | 29.06.1979 г.   | Квартал 43 Дубёнского лесничества, в междуречье рек Чеберчинка и Штырма — левых притоков Суры                  | Широколиственный лес с преобладанием дуба                                                     |
| 5 | Участок леса                     | Зоологический памятник природы регионального значения | 06.10.1983 г.   | На левом берегу реки Сура, кварталы 118, 214, 214 и 236 Николаевского участкового лесничества                  | Заболоченный участок леса, отмечаются на гнездовании серые журавли, глухари                   |
| 6 | «Чёрная береза»                  | Ботанический памятник природы регионального значения  | 21.10.1986 г.   | В составе берёзовой лесополосы                                                                                 | Одно дерево берёзы бородавчатой возрастом около 60 лет с необычно тёмной окраской коры        |

## Ельниковский район
| № | Наименование                                 | Статус                                                | Дата присвоения | Местоположение                                             | Примечания                                                                                               |
| - | -------------------------------------------- | ----------------------------------------------------- | --------------- | ---------------------------------------------------------- | --- |
| 1 | Дубовая лесополоса                           | Ботанический памятник природы регионального значения  | 25.01.1994 г.   | Западнее села Стародевичье                                 | Место обитания редкой для Мордовии бабочки махаона                                                       |
| 2 | Место обитания большого кроншнепа и выхухоли | Зоологический памятник природы регионального значения | 25.01.1994 г.   | Между сёлами Большие Мордовские Пошаты и Мордовское Корино | Экосистема пойменного ландшафта, большое видовое разнообразие беспозвоночных и позвоночных животных.     |
| 3 | Озеро «Инорка»                               | Водный памятник природы регионального значения        | 30.10.1974 г.   | В 500 м от реки Мокша и в 1800 м от села Старые Пичингуши  | старица реки Мокша с заросшими лесом берегами, встречаются редкие для Мордовии виды растений и животных. |
| 4 | Озеро «Крахмальное»                          | Водный памятник природы регионального значения        | 25.01.94 г.     | В 700 м севернее села Стародевичье                         | |
| 5 | Торфяное болото «Пичингушанское»             | Комплексный памятник природы регионального значения   | 06.10.1983 г.   | В 1,5 км к юго-востоку от села Старые Пичингуши            | |
| 6 | Участок поймы р. Мокша»                      | Комплексный памятник природы регионального значения   | 25.01.1994 г.   | Между сёлами Мельсяны, Стародевичье и Каменный брод        | Пойменный луг с озёрами и болотцами, место гнездования редких для Мордовии видов птиц.                   |

## Зубово-Полянский район
| №  | Наименование                                     | Статус                                                | Дата присвоения | Местоположение                                                                                                  | Примечания |
| -- | ------------------------------------------------ | ----------------------------------------------------- | --------------- | --- | --- |
| 1  | Верховое болото                                  | Комплексный памятник природы регионального значения   | 25.01.1994 г.   | В кварталах 143, 144 Анаевского участкового лесничества                                                         | |
| 2  | Дендрарий педучилища                             | Ботанический памятник природы регионального значения  | 25.01.1994 г.   | Квартал 21 Зубовского лесничества                                                                               | Дендрарий перед зданием Зубово-Полянского педагогического колледжа, деревья из разных географических областей, первые из них посажены в 1970—80-х годах |
| 3  | Дерево сосны чёрной                              | Ботанический памятник природы регионального значения  | 25.01.1994 г.   | Кордон «Зелёный» в квартале 7 Известковского участкового лесничества ГУ «Зубовское территориальное лесничество» | Одно дерево возрастом около 100 лет уникального для Мордовии вида сосны                                                                                 |
| 4  | Искусственный лес из лиственницы посадки 1917 г. | Ботанический памятник природы местного значения       | 06.10.1983 г.   | Квартал 18 Известковского лесничества                                                                           | Самые старые насаждения лиственницы на территории Мордовии                                                                                              |
| 5  | Место произрастания сосен Веймутова              | Ботанический памятник природы регионального значения  | 25.01.1994 г.   | Квартал 188 Теплостанского участкового лесничества                                                              | Сохранилось два дерева, остаток лесного питомника князей Гагариных                                                                                      |
| 6  | Однорядная аллея из лиственницы сибирской        | Ботанический памятник природы регионального значения  | 25.01.1994 г.   | Вдоль просеки с дорогой к кордону в квартале 188 Теплостанского участкового лесничества                         | Посажена лесниками в начале 1920-х годов |
| 7  | Озеро «Имерка»                                   | Водный памятник природы регионального значения        | 30.10.1974 г.   | Правобережная пойма реки Вад, в 2,5 км восточнее села Журавкино                                                 | Одно из самых крупных озёр в пойме реки Вад, встречаются редкие виды растений и животных                                                                |
| 8  | Оползень «Кошель-гора»                           | Геологический памятник природы регионального значения | 25.01.1994 г.   | Квартал 25 Зубовского лесхоза                                                                                   | Геологическое обнажение коренного берега реки Вад на площади 2 гектара. У подножия многочисленные водные ключи.                                         |
| 9  | Сосновая роща                                    | Ботанический памятник природы регионального значения  | 06.10.1983 г.   | Квартал 59 Ширингушского участкового лесничества, вблизи посёлка Ширингуши                                      | Сосновый лес площадью 1,6 га |
| 10 | Торфяное болото «Большое»                        | Комплексный памятник природы регионального значения   | 06.10.1983 г.   | Кварталы 70, 71 Вышинского лесничества                                                                          | Заболоченный участок леса. Редкий в Мордовии тип фитоценозов южной тайги. Место обитания многих редких птиц.                                            |
| 11 | Урочище «Белые озёра»                            | Комплексный памятник природы регионального значения   | 25.01.1994 г.   | Долина реки Виндрей, между посёлком Сосновка и рекой Парца                                                      | |
| 12 | Участок леса                                     | Зоологический памятник природы регионального значения | 06.10.1983 г.   | В пойме реки Вад между посёлками Вадово-Сосновка и Крутец                                                       | Заболоченный участок лиственного леса. |
| 13 | Торфяное болото верхового типа                   | Комплексный памятник природы регионального значения   | 06.10.1983 г.   | В Парцинском участковом лесничестве ГУ «Виндрейское территориальное лесничество»                                | |

## Ичалковский район
| № | Наименование                      | Статус                                                | Дата присвоения | Местоположение                                                                            | Примечания |
| - | --------------------------------- | ----------------------------------------------------- | --------------- | ----------------------------------------------------------------------------------------- | --- |
| 1 | Смольный национальный парк        | Национальный парк федерального значения               | 07.03.1995 г.   | Левый берег реки Алатырь, по границе хвойно-широколиственных и широколиственных лесов     | Создан для сохранения особо ценных природных комплексов лесостепной зоны Место обитания животных и растений, занесённых в Красные книги МСОП, Российской Федерации и Республики Мордовия. |
| 2 | Ханенеевская роща                 | Ботанический памятник природы регионального значения  | 30.08.1989 г.   | Островной участок леса в 4,5 км к северо-западу от села Лобаски                           | Около 80 % занимает лес, остальное — поляны и остепнённый склон. |
| 3 | Участок соснового леса            | Ботанический памятник природы регионального значения  | 06.10.1983 г.   | Кварталы 90, 104, 107, 108 Кемлянского участкового лесничества                            | Основное назначение — оздоровительное. На территории расположены детские оздоровительные лагеря и оборудованные места отдыха.                                                             |
| 4 | Пойменный луг                     | Зоологический памятник природы регионального значения |                 | В левобережной пойме р. Алатырь между селами Кергуды и Гуляево                            | Место обитания редких видов птиц, занесённых в Красные книги Российской Федерации и Республики Мордовия                                                                                   |
| 5 | Озёра «Дубовое 1» и «Дубовое 2»   | Водный памятник природы регионального значения        | 06.10.1983 г.   | На территории Барахмановского лесничества Смольного национального парка                   | Старицы реки Алатырь, окружённые дубовым лесом. Место обитания редких растений и животных, здесь находится одна из самых крупных и стабильных в Мордовии популяций чилима.                |
| 6 | Торфяное болото «Оброчная статья» | Комплексный памятник природы регионального значения   | 6.10.1983 г.    | Левобережная пойма реки Алатырь, в 1,5 км юго-западнее посёлка Барахмановское лесничество | |
| 7 | Озеро «Инорка»                    | Водный памятник природы регионального значения        | 06.10.1983 г.   | Пойма реки Алатырь, в 2 км западнее села Тарханово                                        | |
| 8 | Озеро «Большая Инерка»            | Водный памятник природы регионального значения        | 30.10.1974 г.   | Пойма реки Алатырь, недалеко от деревни Сосновка                                          | Одно из самых крупных озёр в пойме Алатыря. |
| 9 | Дубовая роща»                     | Ботанический памятник природы регионального значения  | 30.03.1988 г.   | Островной участок леса в 1 км к юго-западу от села Кемля                                  | Большое видовое разнообразие растений |

## Ковылкинский район
| № | Наименование                                 | Статус                                               | Дата присвоения | Местоположение | Примечания                                                 |
| - | -------------------------------------------- | ---------------------------------------------------- | --------------- | --- | ---------------------------------------------------------- |
| 1 | Заказник дикорастущих лекарственных растений | Ботанический памятник природы регионального значения | 25.10.1979 г.   | Участок соснового леса площадью в 40 и 41 кварталах Краснослободского территориального лесничества                         | Произрастает множество дикорастущих лекарственных растений |
| 2 | Линев кордон                                 | Ботанический памятник природы регионального значения | 29.06.1979 г.   | Участок соснового леса в квартале 60 Ковылкинского участкового лесничества, входит в состав зеленой зоны города Ковылкино. | Основное назначение — рекреационное                        |
| 3 | Родник «Кередьэши»                           | Водный памятник природы регионального значения       | 25.01.1994 г.   | В селе Старое Дракино |                                                            |
| 4 | Родник «Часовня»                             | Водный памятник природы регионального значения       | 25.01.1994 г.   | В окрестностях санатория «Мокша»                                                                                           |                                                            |
| 5 | Сосновый лес                                 | Ботанический памятник природы регионального значения | 29.06.1979 г.   | В окрестностях санатория «Мокша»                                                                                           | Основное назначение — рекреационное и оздоровительное      |

## Кочкуровский район
| № | Наименование             | Статус                                              | Дата присвоения | Местоположение                                                     | Примечания                               |
| - | ------------------------ | --------------------------------------------------- | --------------- | ------------------------------------------------------------------ | ---------------------------------------- |
| 1 | Озеро «Плетень пильге»   | Водный памятник природы регионального значения      | 30.10.1974 г.   | В 300 м от берега Суры и в 600 м к югу от села Мордовское Давыдово | Старица реки Сура                        |
| 2 | Озеро Чавэнь Эрька»      | Водный памятник природы регионального значения      | 29.06.1979 г.   | В 2,5 км юго-восточнее села Сабаево                                | Старица реки Сура                        |
| 3 | Торфяное болото «Лепчей» | Комплексный памятник природы регионального значения | 06.10.1983 г.   | В верховьях реки Пырма в окрестностях села Новая Пырма             |                                          |
| 4 | Участок соснового леса   | Комплексный памятник природы регионального значения | 29.06.1979 г.   | Кварталы 231–235 Березниковского участкового лесничества           | Примыкает непосредственно к озеру Инерка |

## Краснослободский район
| №  | Наименование                                          | Статус                                                | Дата присвоения | Местоположение                                                                 | Примечания |
| -- | ----------------------------------------------------- | ----------------------------------------------------- | --------------- | ------------------------------------------------------------------------------ | --- |
| 1  | Государственный охотничий заказник «Залесный»         | Охотничий заказник                                    |                 |                                                                                | |
| 2  | Краснослободский комплексный государственный заказник | Комплексный государственный заказник                  | 10.08.1967 г.   | В северной и центральной части района, в 3 км к юго-востоку от Краснослободска | |
| 3  | Деревья – гибриды тополя и осины                      | Ботанический памятник природы регионального значения  | 25.01.1994 г.   | В посёлке Преображенский (прежнее название — посёлок «Учхоз»)                  | Место произрастания естественных гибридов тополя и осины, обнаруженное в начале 1970-х годов.                     |
| 4  | Дубовая лесная дача «Кользивановская»                 | Ботанический памятник природы регионального значения  | 6.10.1983 г.    | К западу от деревни Кользиваново                                               | Дубрава островного типа, граничащая со всех сторон с сельскохозяйственными угодьями                               |
| 5  | Селищенская дубовая роща                              | Ботанический памятник природы регионального значения  | 29.06.1979 г.   | К северу от села Селищи                                                        | Остепнённая дубрава с богатым видовым составом                                                                    |
| 6  | Заказник дикорастущих лекарственных растений          | Ботанический памятник природы регионального значения  | 25.10.1979 г.   | В пойме Мокши к югу от села Старое Зубарево                                    | Создан в целях, сохранения дикорастущих лекарственных растений (в частности – цмина песчаного).                   |
| 7  | Заказник дикорастущих лекарственных растений          |                                                       | 25.10.1979 г.   | В пойме Мокши к югу от села Старое Зубарево                                    | |
| 8  | Колония серой цапли                                   | Зоологический памятник природы регионального значения | 25.01.1994 г.   | На территории Краснослободского комплексного заказника, в урочище «Чистое»     | |
| 9  | Краснослободская лесная дача                          | Ботанический памятник природы регионального значения  | 29.06.1979 г.   |                                                                                | |
| 10 | Лесная роща «Шаколовка»                               | Ботанический памятник природы регионального значения  | 29.06.1979 г.   | В 2 км восточнее села Синяково                                                 | |
| 11 | Озеро «Чурилка»                                       | Водный памятник природы регионального значения        | 06.10.1983 г.   | В 3 км восточнее села Ефаево                                                   | Старица реки Мокша. В 1980-х года во время строительства газопровода «Уренгой – Ужгород» озеро сделано проточным. |
| 12 | Сивиньская лесная дача                                | Ботанический памятник природы регионального значения  | 06.10.1983 г.   | Вблизи села Сивинь                                                             | В основном сосновые леса. На территории лесной дачи расположены детские оздоровительные лагеря.                   |
| 13 | Торфяное болото «Соловьёвское»                        | Ботанический памятник природы регионального значения  | 06.10.1983 г.   | Озеро, образовавшееся на месте разработки торфяника                            | |

## Лямбирский район
| № | Наименование                          | Статус                                              | Дата присвоения | Местоположение             | Примечания                                                                                 |
| - | ------------------------------------- | --------------------------------------------------- | --------------- | -------------------------- | ------------------------------------------------------------------------------------------ |
| 1 | Родник «Тихонский»                    | Комплексный памятник природы регионального значения | 25.01.1994 г.   | Возле села Смольково       |                                                                                            |
| 2 | Сад больницы академика В. П. Филатова | Комплексный памятник природы регионального значения | 06.10.1983 г.   | На окраине села Михайловка | Фруктовый сад вокруг существовавшего ранее здания больницы, сейчас в запущенном состоянии. |

## Ромодановский район
| № | Наименование                                | Статус                                              | Дата присвоения | Местоположение                   | Примечания    |
| - | ------------------------------------------- | --------------------------------------------------- | --------------- | -------------------------------- | ------------- |
| 1 | Озеро Ладка»                                | Водный памятник природы регионального значения      | 25.01.1994 г.   | В юго-восточной части Ромоданово |               |
| 2 | Парк культуры и отдыха имени В. П. Филатова | Комплексный памятник природы регионального значения | 06.10.1983 г.   | Ромоданово                       | Парк с прудом |

## Рузаевский район
| № | Наименование                    | Статус                                              | Дата присвоения | Местоположение                                                                                           | Примечания                                                            |
| - | ------------------------------- | --------------------------------------------------- | --------------- | --- | --------------------------------------------------------------------- |
| 1 | Левженский ландшафтный заказник | Комплексный памятник природы регионального значения | 29.06.1979 г.   | Полоса шириной 5—100 м от шоссе до Левженской дачи Саранского лесничества, на северном берегу реки Левжа | Остепнённый склон с богатым комплексом различных типов растительности |
| 2 | Юрьевский пруд                  | Водный памятник природы регионального значения      | 25.01.1994 г.   | Возле посёлка Юрьевка                                                                                    |                                                                       |

## Темниковский район
| №  | Наименование                                                | Статус                                                     | Дата присвоения | Местоположение                                                                         | Примечания                                                                      |
| -- | ----------------------------------------------------------- | ---------------------------------------------------------- | --------------- | -------------------------------------------------------------------------------------- | ------------------------------------------------------------------------------- |
| 1  | Мордовский государственный заповедник имени П. Г. Смидовича | Государственный природный заповедник федерального значения | 05.03.1936 г.   | В северной части района, междуречье реки Мокша и её притока реки Сатис.                |                                                                                 |
| 2  | Старый кедр (дерево-долгожитель)                            | Ботанический памятник природы регионального значения       | 26.09.1980 г.   | На территории Свято-Троицкого монастыря возле села Пурдышки                            | Сосна кедровая сибирская                                                        |
| 3  | Емашевская дача (Емашевская роща)                           | Ботанический памятник природы                              | 29.06.1979 г.   | Кварталы 9–14 ГУ «Темниковское территориальное лесничество», у въезда в город Темников |                                                                                 |
| 4  | Карстовый провал «Ендовище»                                 | Геологический памятник природы регионального значения      | 26.09.1980 г.   | На северо-восточной окраине г. Темникова                                               | Карстовая воронка глубиной около 18 м (первоначальная глубина — 50 м), с озером |
| 5  | Озеро «Жегалово»                                            | Водный памятник природы регионального значения             | 29.06.1979 г.   | В 500 м к западу от г. Темникова                                                       |                                                                                 |
| 6  | Тархановская дача                                           | Ботанический памятник природы регионального значения       | 26.09.1980 г.   | Островной лес в 1,5 км к северо-востоку от села Тарханы                                |                                                                                 |
| 7  | Озеро «Светлое»                                             | Водный памятник природы регионального значения             | 30.10.1974 г.   | На правобережье реки Мокша в 3 км восточнее села Жегалово                              | В восточной части озера мощные родники с содержанием солей железа               |
| 8  | Озеро «Большое Палкино»                                     | Водный памятник природы регионального значения             | 29.06.1979 г.   | В пойме Мокши, южнее Санаксарского монастыря, недалеко от села Алексеевка              | Серповидное озеро, старица реки Мокша                                           |
| 9  | Озеро «Вячкишево»                                           | Водный памятник природы регионального значения             | 30.10.1974 г.   | В пойме реки Мокша в 2,5 км южнее г. Темникова                                         |                                                                                 |
| 10 | Три голубые ели                                             | Ботанический памятник природы регионального значения       | 26.09.1980 г.   | Перед зданием частного дома на ул. Ленина (бывшая территория аптеки №8)                | Три дерева возрастом более 50 лет                                               |
| 11 | Санаксырская дача                                           | Ботанический памятник природы регионального значения       | 29.06.1979 г.   | Между селом Алексеевка и Санаксарским монастырем                                       | Лесной массив площадью 319 га                                                   |

## Теньгушевский район
| № | Наименование               | Статус                                                | Дата присвоения | Местоположение                                                 | Примечания                                  |
| - | -------------------------- | ----------------------------------------------------- | --------------- | -------------------------------------------------------------- | ------------------------------------------- |
| 1 | Берёзовая роща             | Ботанический памятник природы регионального значения  | 25.01.1994 г.   | На территории посёлка Барашево                                 |                                             |
| 2 | Дубовая роща               | Ботанический памятник природы регионального значения  | 25.01.1994 г.   | К северо-востоку от деревни Красный Яр                         |                                             |
| 3 | Карстовое озеро «Пиявское» | Геологический памятник природы регионального значения | 06.10.1983 г.   | В квартале 19 Кочемировского лесничества Темниковского лесхоза | Озеро с котловиной карстового происхождения |
| 4 | Озеро «Мордовское»         | Водный памятник природы местного значения             | 06.10.1983 г.   | В 0,5 км восточнее села Веденяпино                             |                                             |
| 4 | Озеро «Шелубей»            | Водный памятник природы регионального значения        | 30.10.1974 г.   | В 0,5 км восточнее села Веденяпино                             | Одна из самых крупных стариц реки Мокша     |
| 5 | Реликтовая дубовая роща    | Ботанический памятник природы регионального значения  | 25.01.1994 г.   | Между сёлами Кураево и Куликово                                |                                             |
| 6 | Сосновая роща              | Ботанический памятник природы регионального значения  | 25.01.1994 г.   | На территории пос. Дачный                                      |                                             |
| 7 | Участок дубового леса      | Ботанический памятник природы регионального значения  | 06.10.1983 г.   | Севернее села Веденяпино                                       |                                             |
| 8 | Участок заболоченного леса | Зоологический памятник природы регионального значения | 06.10.1983 г.   | В квартале 50 Быстрищенского участкового лесничества           | Местообитание серого журавля                |

## Чамзинский район
| № | Наименование                                  | Статус                                               | Дата присвоения | Местоположение                                                | Примечания                             |
| - | --------------------------------------------- | ---------------------------------------------------- | --------------- | ------------------------------------------------------------- | -------------------------------------- |
| 1 | Дуб-долгожитель                               | Ботанический памятник природы регионального значения | 25.01.1994 г.   | В парке культуры и отдыха посёлка Чамзинка                    | Дуб черешчатый высотой около 25 метров |
| 2 | Родник «Алексеевский»                         | Водный памятник природы регионального значения       | 25.01.1994 г.   | На правом берегу реки Нуя, вблизи села Алексеевка             |                                        |
| 3 | Родник «Немка панда лисьма»                   | Водный памятник природы регионального значения       | 25.01.1994 г.   | Возле села Большое Маресево, вдоль дороги Саранск – Ульяновск |                                        |
| 4 | Родник «Святой»                               | Водный памятник природы регионального значения       | 25.01.1994 г.   | Возле села Альза, рядом с дорогой Чамзинка - Кульмино         |                                        |
| 5 | Чамзинский государственный охотничий заказник | Охотничий заказник                                   | 1998 г.         |                                                               |                                        |

## Окрестности городаСаранска
| № | Наименование                             | Статус                                         | Дата присвоения | Местоположение                                                                   | Описание          |
| - | ---------------------------------------- | ---------------------------------------------- | --------------- | -------------------------------------------------------------------------------- | ----------------- |
| 1 | Родник «Лунка»                           | Водный памятник природы регионального значения | 25.01.1994 г.   | Октябрьский район, на территории деревни Полянки                                 |                   |
| 2 | Родник «Без названия»                    |                                                |                 |                                                                                  |                   |
| 3 | Родник «Богоявленский»                   | Водный памятник природы регионального значения | 25.01.1994 г.   | В черте г.Саранска, на склоне оврага                                             |                   |
| 4 | Ботанический сад МГУ имени Н. П. Огарёва | Памятник природы регионального значения        | 13.07.1970 г.   | В окрестностях г. Саранска, в 3 км от центра города, на правом берегу реки Инсар | Основан в 1960 г. |